# Campionati jugoslavi di sci alpino 1972
Ai Campionati jugoslavi di sci alpino 1972 furono assegnati i titoli di slalom gigante e slalom speciale, sia maschili sia femminili.

## Risultati
| Specialità      | Uomini          | Donne       |
| --------------- | --------------- | ----------- |
| Slalom gigante  | Blaž Jakopič    | Draga Žuraj |
| Slalom speciale | Miran Gašperšič | Draga Žuraj |